# Ban Khang Loum
Ban Khang Loum – wieś położona w południowo-wschodnim Laosie, w prowincji Attapu, w dystrykcie Samakkhixay.